# Ивановский, Виктор Викторович
Виктор Викторович Ивановский (20 октября 1854 года, г. Мамадыш, Казанская губерния, Российская империя — 18 августа 1926 года, Казань, РСФСР) — российский юрист и социолог.

## Биография
Профессор Казанского университета. В 1878 году окончил юридический факультет Казанского университета и был оставлен при университете. После защиты магистерской диссертации по теме «Опыт исследования деятельности органов земского самоуправления в России» (Каз., 1882) начал читать лекции по «полиции благосостояния». С 1883 года два года был за границей. С 1886 — ординарный профессор на кафедре государственного права.

## Семья
- сын — режиссёр Александр Ивановский.

## Основные труды и статьи
Опубликовал: «Обзор деятельности слободского уездного земства Вятской губернии за годы 1867—1880» (Вятка, 1881), «Преподавание административного права в Берлинском университете» (Каз., 1884); «Организация местного самоуправления во Франции и Пруссии» (Каз., 1886). Помещал, кроме того, рецензии в «Деле», «Русской Мысли», «Русских Ведомостях» и др.
- Опыт изучения деятельности органов земского самоуправления в России. — Казань: Унив. тип., 1882. — 314 с.
- Вступительная лекция в курс учения о внутреннем управлении. — 1882.
- Административное устройство наших окраин // Учен. Зап. Каз. унив.. — 1891.
- Некролог проф. Я. С. Степанова // Учен. Зап. Казан. унив.. — 1891.
- Русское государственное право. Выпуск I: Учение о верховной власти // Учен. Зап. Каз. унив. — 1895.
- Русское государственное право. Выпуск II: Высшие установления в России // Учен. Зап. Каз. унив. — 1895.
- Новые учения о законе // Юрид. Летопись. — 1892.
- Перевод соч. Аффольтера: «Основные черты общего государственного права». — 1895.
- Коллегиальное начало в министерской организации // Журн. Юрид. Общ. — 1895.
- Общие начала в устройстве губернских властей // Журнал Юридического Общества. — 1895. — № 1.
- Русское государственное право. Выпуск III: Местные губернские установления // Учен. Зап. Каз. унив. — 1896.
- Русское государственное право. Выпуск IV: Окружные установления // Учен. Зап. Каз. унив. — 1896.
- Черты из истории просвещения в западной Европе // Русская Мысль. — 1896. — № 7.
- Социология, как наука и как предмет преподавания во Франции // Русская Мысль. — 1896. — № 12.
- Государство, как юридическое отношение // Учен. Зап. Каз. унив. — 1894.
- Русское государственное право. Выпуск V: Госуд. установления окраин // Учен. Зап. Каз. унив. — 1897.
- Русское государственное право. Выпуск VI: Органы самоуправления в России // Учен. Зап. Каз. унив. — 1897.
- К вопросу о природе государства // Журн. международ. и госуд. права. — 1897. — № 1, 2.
- Общество и государство // Вопросы философ. и психол.. — 1897. — № 1.
- Некоторые общие начала в структуре современных государств // Журн. Юрид. Общ.. — 1897. — № 6.
- Французская децентрализация // Русская Мысль. — 1897. — № 10.
- Русское государственное право. Выпуск VII: Учение о государ. службе // Учен. Зап. Каз. унив. — 1898.
- Ответ г. Г. Абову по поводу Финляндии // Журн. Юрид. Общ.. — 1898.
- Классификация государственных норм // Журн. Минист. Юстиций. — 1898. — № 9.
- Роль общественных наук в дел воспитания и образования // Русская Мысль. — 1899.
- Государственное право // Малый энциклоп. словарь Брокгауза и Ефрона. — Вып. IV.
- Вопросы государствоведения, социологии и политики. — Казань: Типо-лит. Имп. ун-та, 1899. — 399 с.
- Рецензия на книгу проф. А. А. Пионтковского об условном освобождении // Учен. Зап. Казан. унив. — 1899.
- Рецензия на книгу г. Дымши: Государств. право Швеции // Журн. Мин. Народн. Просвещ. — 1901.
- Государственный совет в России // Вестн. Европы. — 1901. — № 5.
- К университетскому вопросу // Русская мысль. — 1901. — № 5.
- Новый трактат о государстве // Журн. Мин. Юст. — 1901. — № 5.
- Юридический метод в политических науках // Журн. Мин. Юст.. — 1902.
- Нравственная ответственность общественных властей // Русск. Мысль. — 1902.
- Наука административного права в её прошлом и настоящем // Журн. Мин. Юстиций. — 1903.
- Бюрократия, как самостоятельный общественный класс // Русская мысль. — 1903.